# Політичне насильство

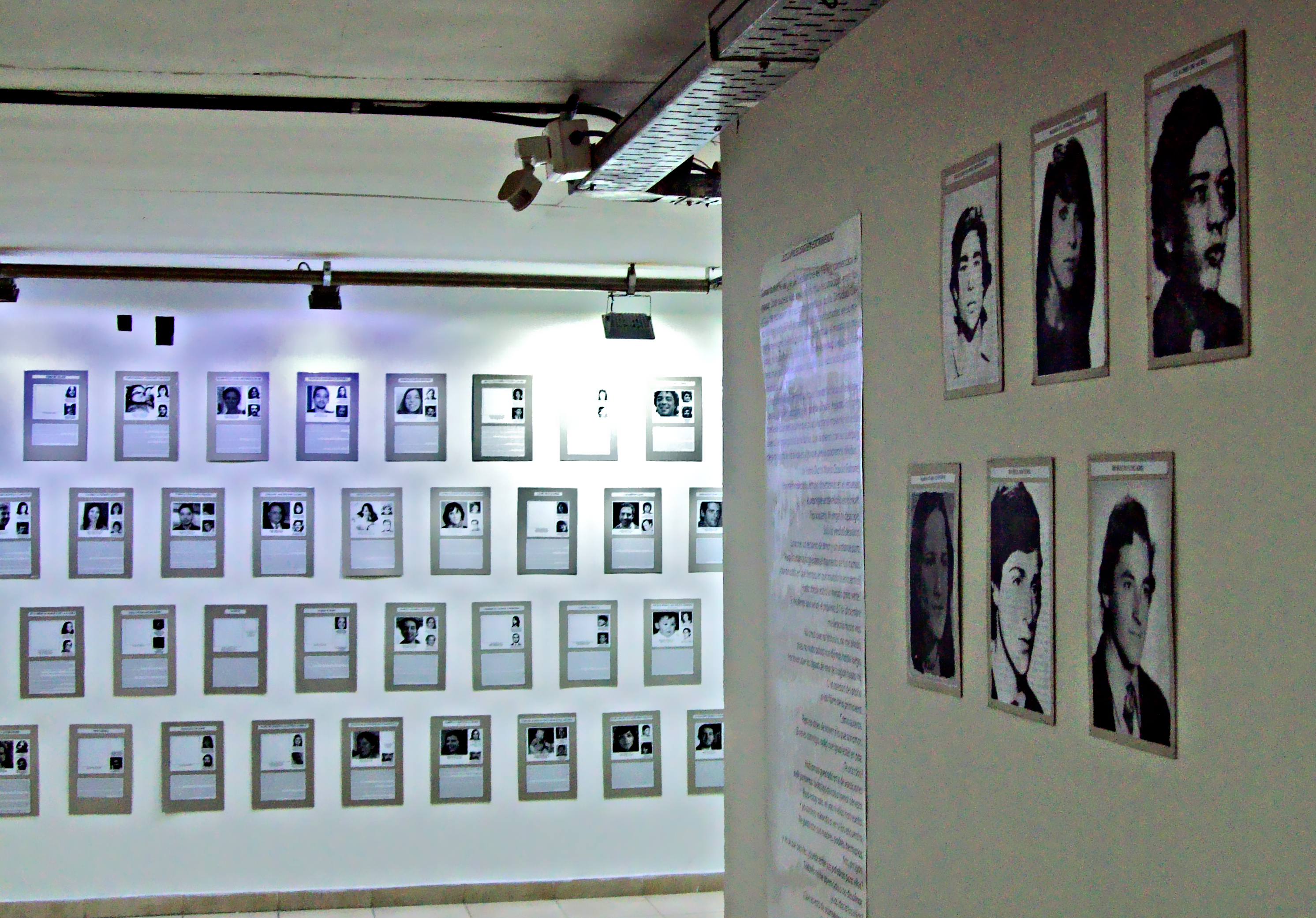
Фотографії жертв «Брудної війни» під час військової диктатури в Аргентині (1976–1983).

Політичне насильство – насильство, що вчиняється з метою досягнення політичних цілей.  Може включати насильство, яке держава застосовує проти інших держав (війна), або насильство, яке застосовує держава проти цивільного населення (геноцид)  Недіяння з боку уряду також можна охарактеризувати як форму політичного насильства, наприклад, відмову вгамувати голод або іншим чином відмовляти в ресурсах політично ідентифікованим групам на їх території.